# Grzegorz Rykowski
Grzegorz Rykowski (ur. 10 stycznia 1946 w Lekowie) – polski prawnik i polityk, w latach 1994–1997 wicewojewoda białostocki.

## Życiorys
Syn Stefana. Zamieszkał w Białymstoku. Ukończył studia prawnicze, uzyskał uprawnienia radcy prawnego. Zajmował się także publicystyką, jest autorem kilku książek i artykułów prasowych m.in. w „Gazecie Współczesnej”. Zaangażował się w działalność polityczną w ramach Polskiego Stronnictwa Ludowego. Na początku lat 90. kierował Urzędem Wojewódzkim w Białymstoku, pełnił funkcję rzecznika prasowego wojewody.
Od października 1994 do grudnia 1997 zajmował stanowisko wicewojewody białostockiego. Później zajmował stanowisko wicedyrektora oddziału Powszechnego Banku Kredytowego i członka rady kasy chorych. Był też przewodniczącym rady nadzorczej Agencji Rozwoju Regionalnego Ares w Suwałkach, został prezesem podlaskiego zarządu Ligi Obrony Kraju. Kilkukrotnie kandydował z listy PSL w różnych wyborach, m.in. do Senatu w 1997 (zajął przedostatnie, dziesiąte miejsce w okręgu białostockim), do sejmiku podlaskiego w 2002, 2010, 2014 i 2018, a także do Sejmu w 2001, 2005 i 2019.
W 1999 został odznaczony Krzyżem Kawalerskim Orderu Odrodzenia Polski.